# 滇赤才
滇赤才（学名：Lepisanthes senegalensis）为无患子科鳞花木属下的一个种。生长在潮湿的山谷。产中国云南南部。印度、孟加拉、尼泊尔、锡金和不丹也有分布。模式标本采自孟加拉（吉大港）。